# Московський авіаційний інститут
Московський авіаційний інститут (національний дослідницький університет) (МАІ) — заснований 20 березня 1930 року.
У радянські часи — Московський ордена Леніна, ордена Жовтневої Революції авіаційний інститут ім. Серго Орджонікідзе.
Нині у складі Національного дослідницького університету «МАІ»:
- понад 20 тисяч студентів, які навчаються на 10 факультетах, 3 інститутах (на правах факультетів) та 4 філіях;[2]
- в аспірантурі готують кандидатів наук за 54 спеціальностями фізико-математичних, хімічних і технічних наук, а також за 6 спеціальностями історичних, економічних, філософських і політичних наук;[4]
- у докторантурі понад 10 наукових напрямків з проблем механіки, машинобудування та процесів управління. Є Ради із захисту кандидатських та докторських дисертацій;
- Вчені інституту проводять дослідження за 29 найважливішими напрямками науки.

## Факультети й філії

### Основні факультети
1. «Авіаційна техніка»
2. «Двигуни літальних апаратів»
3. «Системи управління, інформатика та електроенергетика»
4. «Радіоелектроніка літальних апаратів»
5. Інженерно-економічний інститут МАІ
6. «Аерокосмічний» [Архівовано 21 липня 2012 у Wayback Machine.]
7. «Робототехнічні та інтелектуальні системи»
8. «Прикладна математика і фізика» [Архівовано 13 липня 2012 у Wayback Machine.]
9. «Прикладна механіка»
10. «Соціальний інжиніринг»
11. Інститут іноземних сов МАІ
12. Факультет військового навчання
13. Інститут Радіо МАІ (на правах факультету)

### Додаткові підрозділи
- Факультет перепідготовки та підвищення кваліфікації
- Факультет довузівської підготовки
- Фізико-математична школа [Архівовано 22 серпня 2020 у Wayback Machine.]
- Навчальний центр МАІ «Інтеграція»

### Філії
Нині МАІ налічує 6 філій:
- «Восход» (космодром «Байконур»)
- «Зліт» (м. Ахтубінськ)
- «Стріла» (м. Жуковський)
- «Комета» (м. Хімки)
- «Ракетно-космічна техніка» (м. Хімки)
- «Серпухов» (м. Серпухов)

## Історія

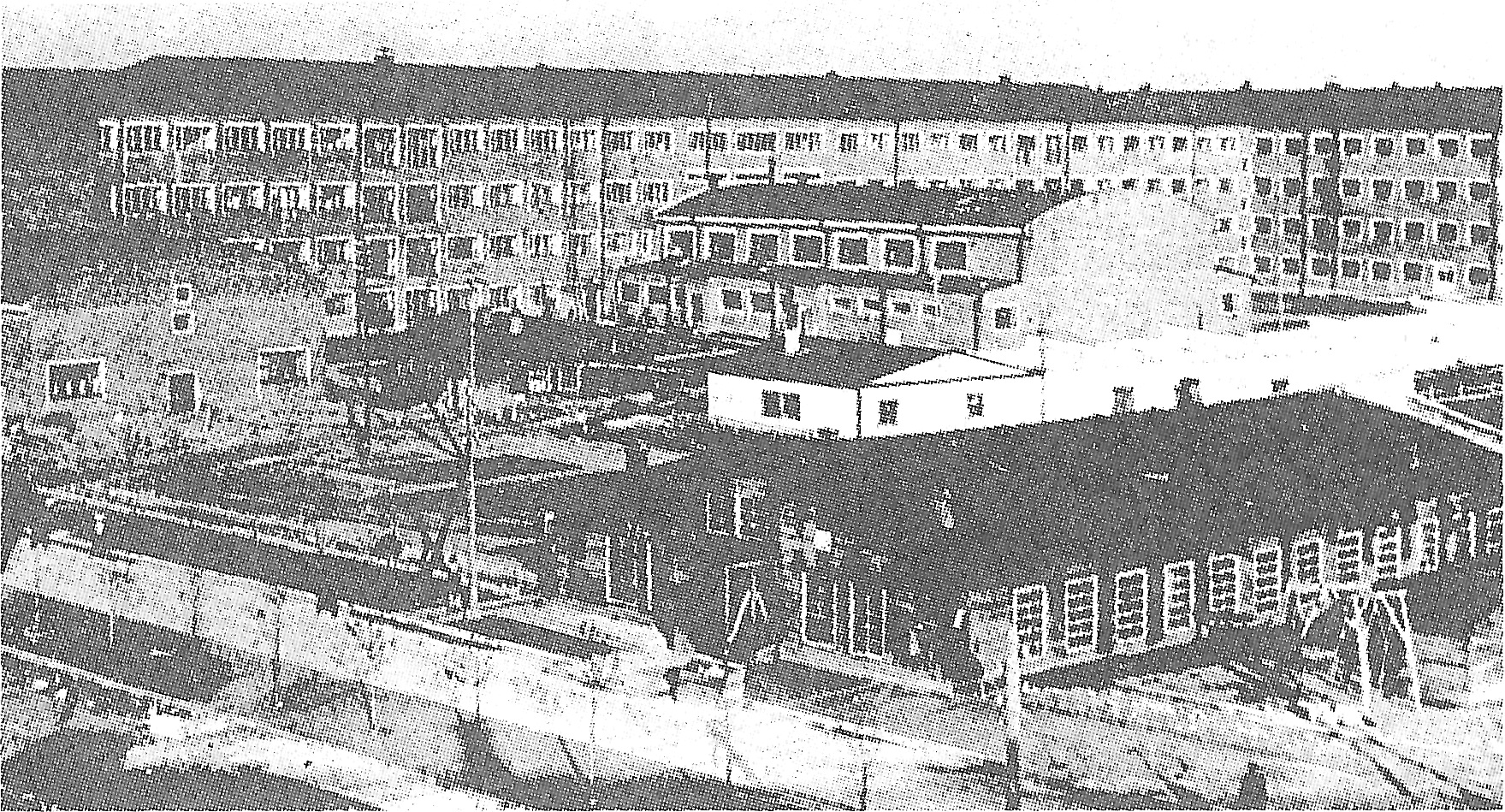
Перша будівля МАІ — корпус № 3 у 1935 році

Започаткування й розвиток МАІ тісно пов'язані з потребами авіації, що розвивалась.
20 березня 1930 року на базі Аеромеханічного факультету МДТУ імені Баумана було створено Вище аеромеханічне училище (ВАМУ).
20 серпня на базі ВАМУ був створений Московський авіаційний інститут. Спочатку заняття проходили на Ольховській вулиці, потім вишу було надано будівлю на 5-й Тверській-Ямській вулиці. Першу власну будівлю інституту (нині корпус № 3 факультету Систем управління) було зведено на розвилці Волоколамського та Ленінградського шосе до 1933 року, де донині розміщується основна територія інституту.
У 1956–1975 роках було здійснено другий етап будівництва МАІ. Кількість навчальних корпусів, навчальних та наукових лабораторій, виробничих приміщень доведено до 35. Зі зростанням інституту змінювалась і його структура, додавались нові факультети й кафедри. Окрім підготовки спеціалістів у галузі літако- й двигунобудування, додались інженерно-економічні спеціальності та спеціальності з авіаційного обладнання і приладобудування.
7 жовтня 2009 року Московському авіаційному інституту було надано статус національного дослідницького університету.

## Викладачі
- Єфремов Герберт Олександрович

## Випускники
- Авдуєвський Всеволод Сергійович — механік. Професор (1962), академік АН СРСР (1979). Ленінська премія (1970), Державна премія СРСР (1978).
- Малишева Наталія Володимирівна — радянський конструктор ракетних двигунів, пізніше — черниця Адріана.
- Савельєв Борис Олександрович — радянський і російський фотограф.
- Ююков Дмитро Андрійович (1941, Москва) — член загону космонавтів (1973—1987).
- Лисаковський Дмитро Іванович — проросійський бойовик та терорист, учасник війни на Донбасі.

## Фото

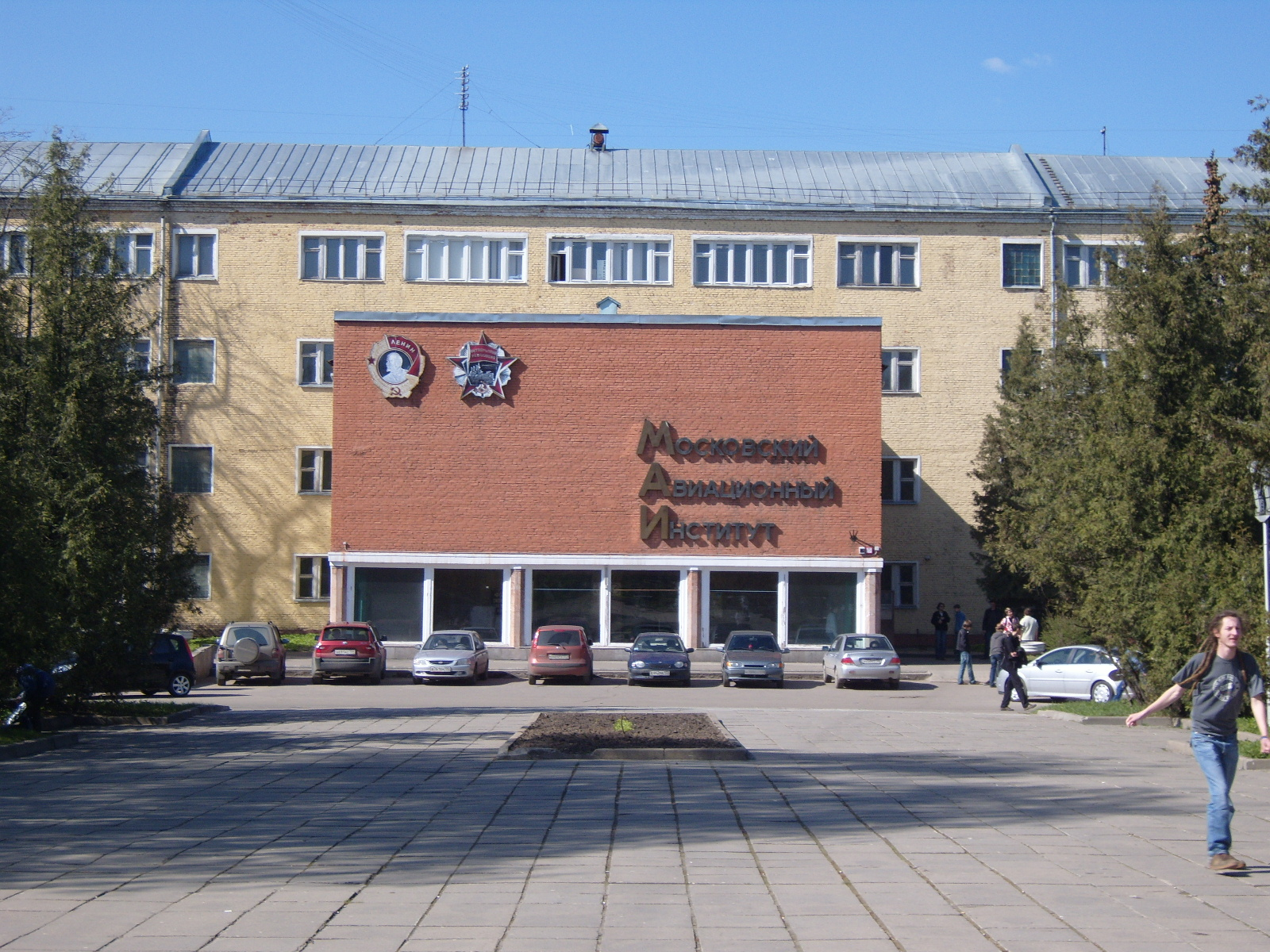
Корпус № 3
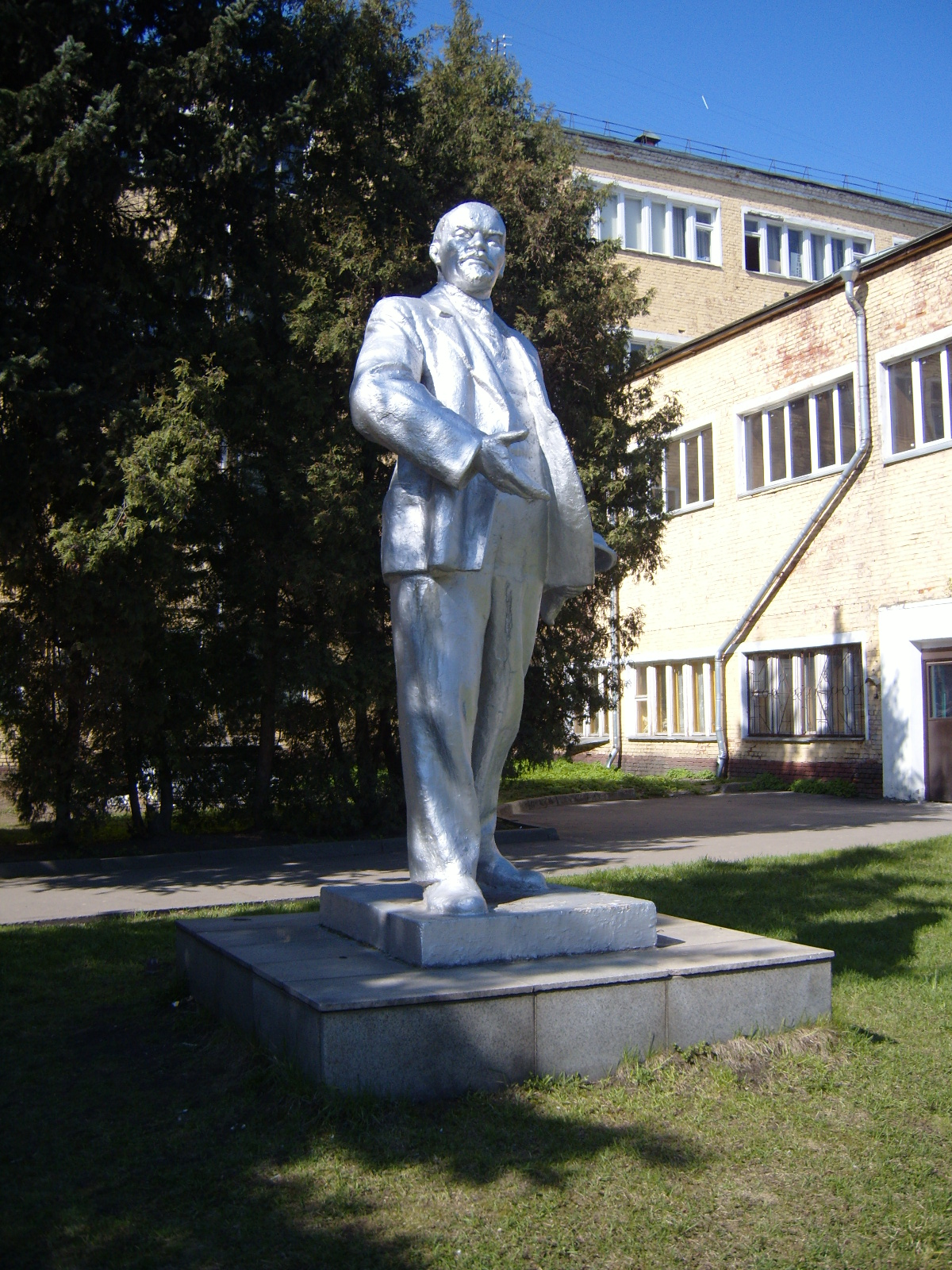
Пам’ятник Леніну біля корпусу № 3
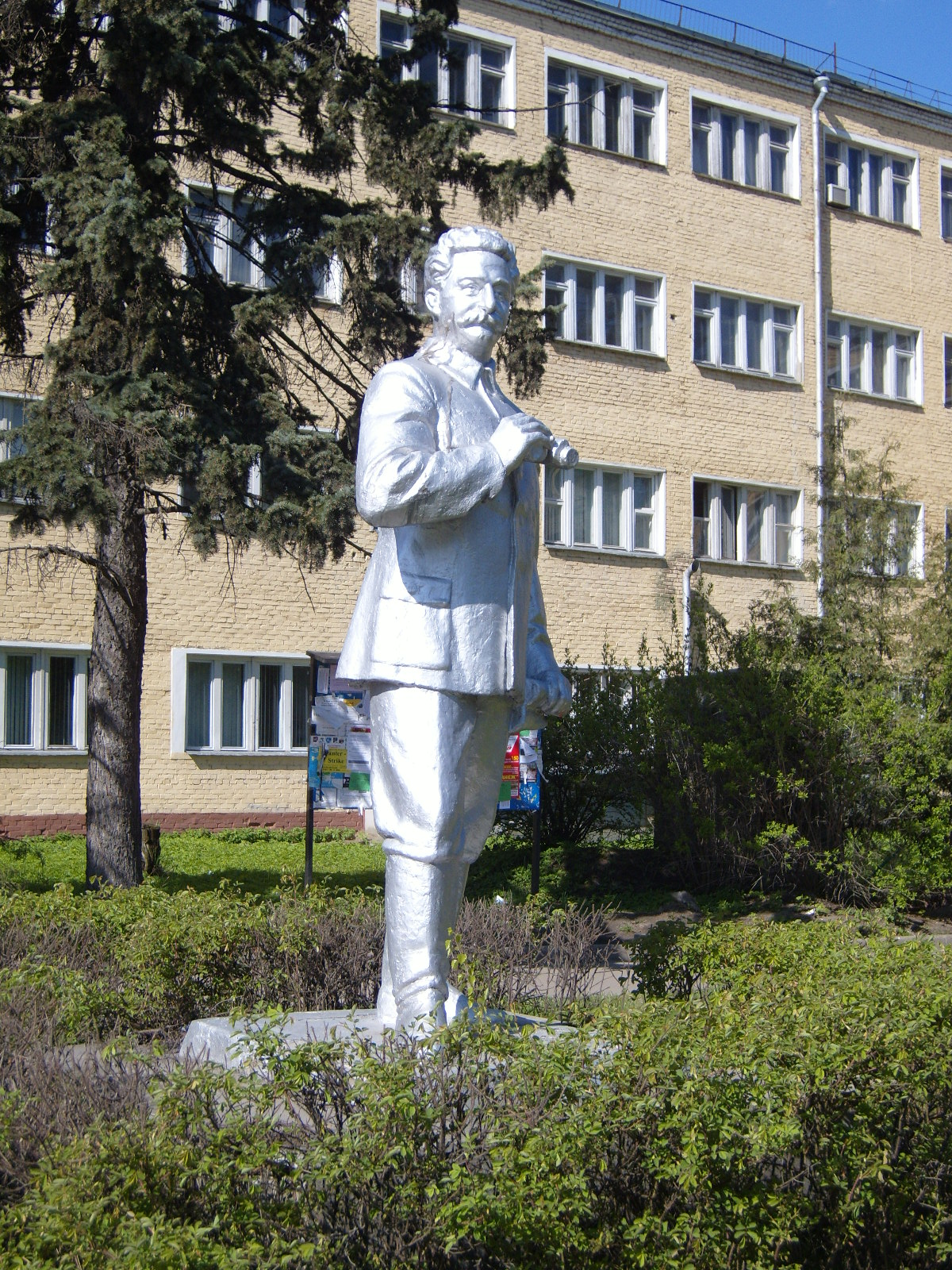
Пам’ятник Орджонікідзе біля корпусу № 3
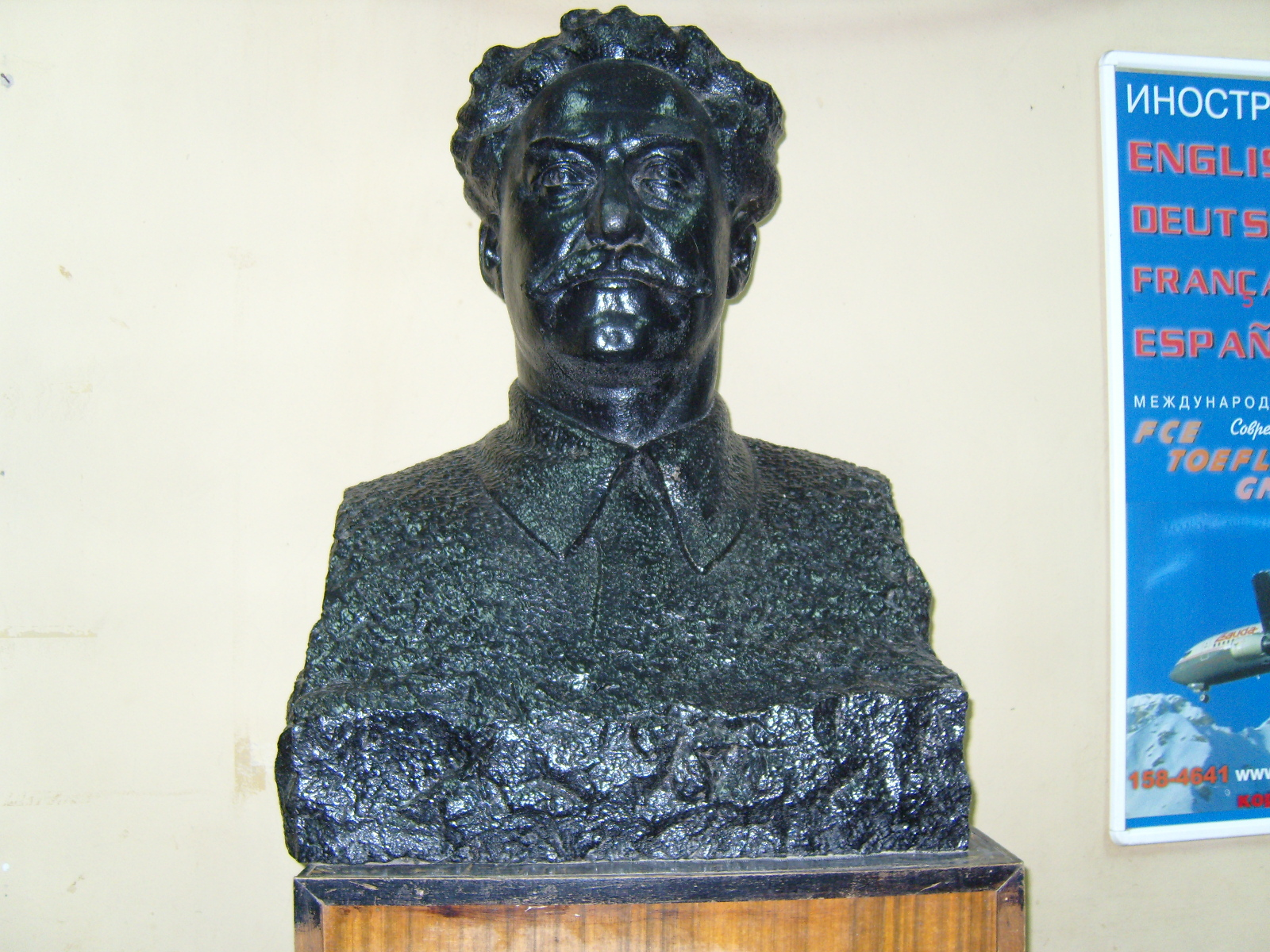
Бюст Серго Орджонікідзе в третьому корпусі
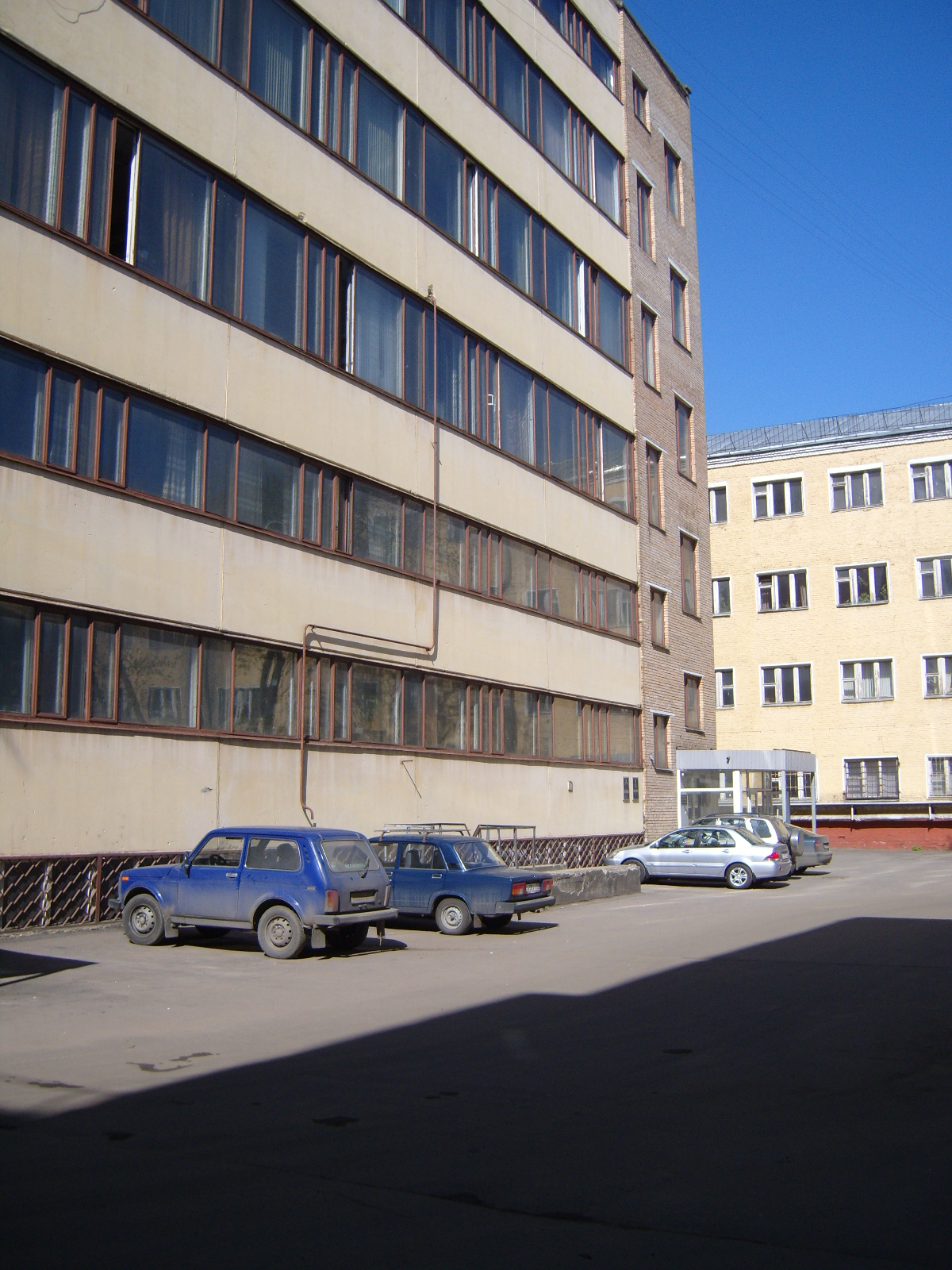
Кафедра № 310 (корпус Г)
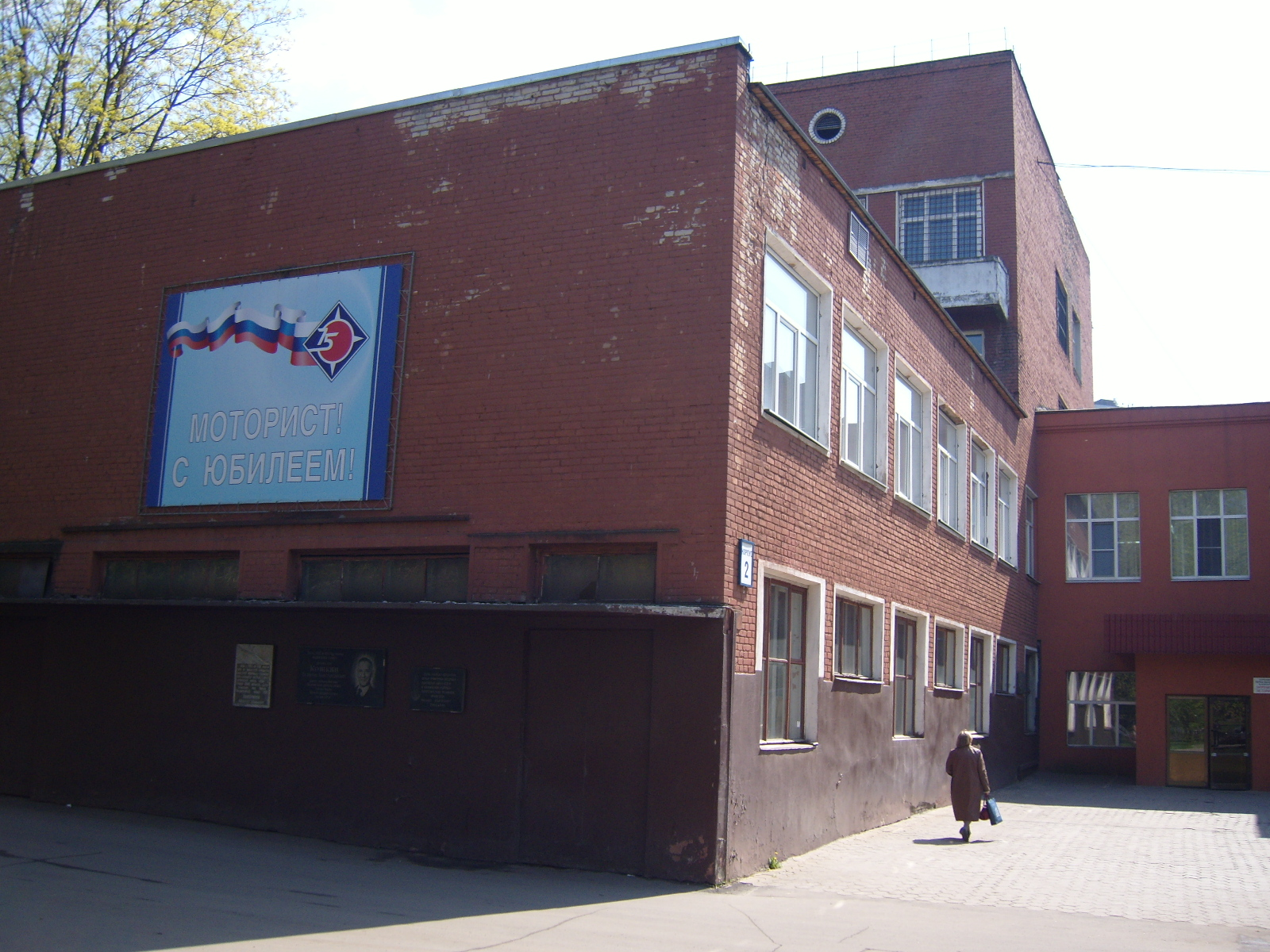
Корпус № 2